# Rupkite

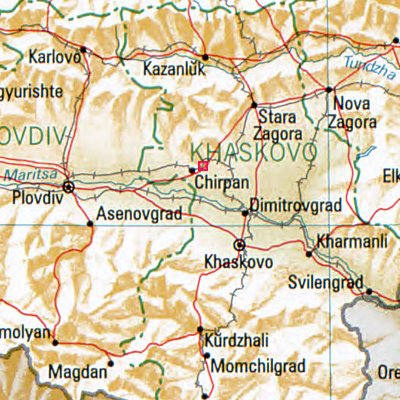
Rupkite (rotes Viereck) – Bulgarien – Nachbarorte: Tschirpan, Plowdiw, Stara Sagora, Dimitrowgrad

Rupkite [ˈrupkitɛ] (bulg. Рупките) ist ein  Dorf in Südbulgarien, in der Oblast Stara Sagora, in der Gemeinde Tschirpan.
Das Dorf liegt in Nordthrakien, an den Südhängen des Balkangebirges.

## Geschichte
Die spätrömische Wegestation (stacio milliaria) Karasura (bulg. Карасура, dt. Transkription: Karasura) liegt in Nordthrakien – einige Kilometer südlich des Dorfes Rupkite – in Richtung des Dorfes Swoboda (bulg. Свобода).